# Sébastien Lifshitz
Sébastien Lifshitz (Neuilly-sur-Seine, 21 gennaio 1968) è un regista e sceneggiatore francese.
È apertamente omosessuale e i suoi film riguardano principalmente i temi legati al mondo LGBT.

## Biografia
Dal 1987 al 1992 ha studiato presso l'École du Louvre, e si è laureato in storia dell'arte alla Sorbona, l'Università di Parigi.
Insegna a La Fémis (École Nationale Supérieure des Métiers de l'Image et du Son) la scuola nazionale superiore delle materie dell'immagine e del suono. Nel 1998, dopo aver diretto il cortometraggio Les corps ouverts, gli è stato attribuito il Premio Jean Vigo che annualmente viene assegnato al regista francese che meglio si è distinto per indipendenza di spirito e originalità di stile.
Nel 2000 ha diretto la regia di Quasi niente (Presque rien) la storia d'amore di una giovane coppia omosessuale, composta da Mathieu (Jérémie Elkaïm) un diciottenne introverso alla prima esperienza gay e Cèdric (Stéphane Rideau) un bel ragazzo sicuro di sé.
Si è distinto nel 2001 per il suo documentario La Traversée, selezionato nella categoria Quinzaine des Réalisateurs del Festival di Cannes.
Il suo film Wild Side del 2004, che racconta la storia di una prostituta transessuale, un gigolò magrebino e un disertore russo in fuga dalla guerra in Cecenia ha vinto il Teddy Award al Festival di Berlino e il Festival MIX Milano. e il Festival MIX Milano.
Nel 2012 ha diretto Les invisibles, un documentario sulla vita di undici uomini e donne omosessuali, nati a cavallo delle due guerre mondiali e cresciuti nella provincia francese, lontano dai grandi centri urbani, che raccontano la scoperta di loro stessi e il loro vissuto sentimentale. La pellicola è stata presenta tra le proiezioni speciali della selezione ufficiale alla 65ª edizione del Festival di Cannes ed ha vinto premio per il miglior documentario ai César 2013 e Étoiles d'or du cinéma français come miglior documentario francese del 2012.
Con il documentario Les vies de Thérèse, incentrato sulla vita della militante femminista Thérèse Clerc, vince la Queer Palm al Festival di Cannes 2016.
Ha diretto il documentario Adolescents, presentato al Festival di Locarno, che gli ha consentito di vincere il Premio Louis-Delluc. Ha partecipato al Festival di Berlino 2020 con il documentario Petite Fille, inserito nella sezione Panorama Dokumente.

## Filmografia

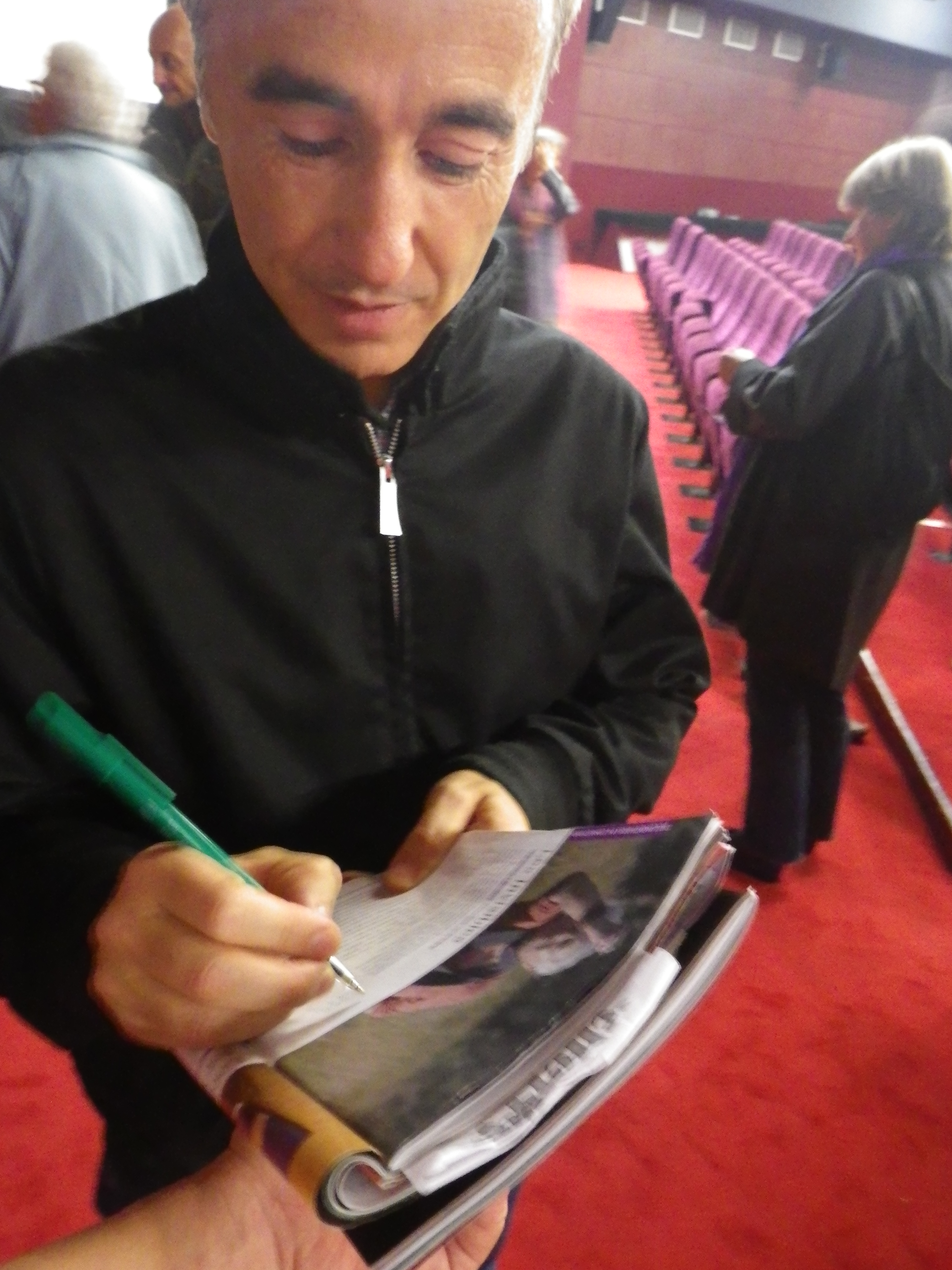
Sébastien Lifshitz nel 2012

### Regista e sceneggiatore
- Il faut que je l'aime (1996) - cortometraggio
- Claire Denis la vagabonde (1996) - documentario
- Les corps ouverts  (1998) - mediometraggio
- Le terre fredde (Les Terres froides) - episodio della serie televisiva Gauche-Droite (sinistra destra) per la rete franco-tedesca arte (1999)
- Quasi niente (Presque rien) (2000)
- La Traversée (2001) - documentario
- Wild Side (2004)
- Plein sud - Andando a sud (Plein sud) (2009)
- Les invisibles (2012) - documentario
- Bambi (2013) - documentario
- Les vies de Thérèse (2016) - documentario
- Adolescentes (2019) - documentario
- Avenue de Lamballe (2019) - cortometraggio
- Petite Fille (2020) - documentario